# Koeweit op de Olympische Zomerspelen 2020
Koeweit nam deel aan de Olympische Zomerspelen 2020 in Tokio, Japan.

## Medailleoverzicht
| Medaille | Naam                | Sport       | Onderdeel | Datum   |
| -------- | ------------------- | ----------- | --------- | ------- |
| Brons    | Abdullah Al-Rashidi | Schietsport | skeet (m) | 26 juli |

## Atleten
Hieronder volgt een overzicht van de atleten die zich reeds hebben verzekerd van deelname aan de Olympische Zomerspelen 2020.
| sport       | mannen | vrouwen | totaal |
| ----------- | ------ | ------- | ------ |
| Atletiek    | 1      | 1       | 2      |
| Karate      | 1      | 0       | 1      |
| Roeien      | 1      | 0       | 1      |
| Schietsport | 4      | 0       | 4      |
| Zwemmen     | 1      | 1       | 2      |
| totaal      | 8      | 2       | 10     |

## Deelnemers en resultaten

### Atletiek
Mannen
Loopnummers
| atleet          | onderdeel    | series | series | kwartfinale | kwartfinale | halve finale   | halve finale   | finale         | finale         |
| atleet          | onderdeel    | tijd   | rang   | tijd        | rang        | tijd           | rang           | tijd           | rang           |
| --------------- | ------------ | ------ | ------ | ----------- | ----------- | -------------- | -------------- | -------------- | -------------- |
| Yaqoub Al-Youha | 110 m horden | 13,69  | 7      | n.v.t.      | n.v.t.      | niet geplaatst | niet geplaatst | niet geplaatst | niet geplaatst |

Vrouwen
Loopnummers
| atlete              | onderdeel | series | series | kwartfinale | kwartfinale | halve finale   | halve finale   | finale         | finale         |
| atlete              | onderdeel | tijd   | rang   | tijd        | rang        | tijd           | rang           | tijd           | rang           |
| ------------------- | --------- | ------ | ------ | ----------- | ----------- | -------------- | -------------- | -------------- | -------------- |
| Mudhawi Al-Shammari | 100 m     | 11,82  | 3 Q    | 11,81       | 8           | niet geplaatst | niet geplaatst | niet geplaatst | niet geplaatst |

### Karate

#### Kata
Mannen
| Atleet            | Onderdeel | Eliminatie | Eliminatie | Ranking        | Ranking        | Finale / BM            | Finale / BM    |
| Atleet            | Onderdeel | Score      | Rang       | Score          | Rang           | Tegenstander Resultaat | Rang           |
| ----------------- | --------- | ---------- | ---------- | -------------- | -------------- | ---------------------- | -------------- |
| Alexandra Feracci | mannen    | 24,28      | 5          | niet geplaatst | niet geplaatst | niet geplaatst         | niet geplaatst |

### Roeien
Mannen
| atleet                | onderdeel | series  | series | herkansingen | herkansingen | kwartfinale | kwartfinale | halve finale | halve finale | finale  | finale |
| atleet                | onderdeel | tijd    | rang   | tijd         | rang         | tijd        | rang        | tijd         | rang         | tijd    | rang   |
| --------------------- | --------- | ------- | ------ | ------------ | ------------ | ----------- | ----------- | ------------ | ------------ | ------- | ------ |
| Abdulrahman Al-Fadhel | skiff     | 8.49,03 | 5 H    | 9.04,73      | 2 HE/F       | n.v.t.      | n.v.t.      | 8.56,83      | 4 FF         | 8.32,67 | 31     |

Legenda: FA=finale A (medailles); FB=finale B (geen medailles); FC=finale C (geen medailles); FD=finale D (geen medailles); FE=finale E (geen medailles); FF=finale F (geen medailles); HA/B=halve finale A/B; HC/D=halve finale C/D; HE/F=halve finale E/F; KF=kwartfinale; H=herkansing

### Schietsport
Mannen
| atleet                | onderdeel | kwalificaties | kwalificaties | finale         | finale         |
| atleet                | onderdeel | punten        | rang          | punten         | rang           |
| --------------------- | --------- | ------------- | ------------- | -------------- | -------------- |
| Abdulrahman Al-Faihan | trap      | 123           | 3 Q           | 18             | 6              |
| Talal Al-Rashidi      | trap      | 122           | 7             | niet geplaatst | niet geplaatst |
| Mansour Al-Rashidi    | skeet     | 120           | 16            | niet geplaatst | niet geplaatst |
| Abdullah Al-Rashidi   | skeet     | 122           | 5 Q           | 46             | Brons          |

### Zwemmen
Mannen
| atleet     | onderdeel         | series | series | halve finale   | halve finale   | finale         | finale         |
| atleet     | onderdeel         | tijd   | rang   | tijd           | rang           | tijd           | rang           |
| ---------- | ----------------- | ------ | ------ | -------------- | -------------- | -------------- | -------------- |
| Abbas Qali | 100 m vlinderslag | 53,62  | 48     | niet geplaatst | niet geplaatst | niet geplaatst | niet geplaatst |

Vrouwen
| atlete      | onderdeel       | series | series | halve finale   | halve finale   | finale         | finale         |
| atlete      | onderdeel       | tijd   | rang   | tijd           | rang           | tijd           | rang           |
| ----------- | --------------- | ------ | ------ | -------------- | -------------- | -------------- | -------------- |
| Lara Dashti | 50 m vrije slag | 29,69  | 67     | niet geplaatst | niet geplaatst | niet geplaatst | niet geplaatst |